# Certij, Hust
Certij (în ucraineană Чертіж) este un sat în orașul regional Hust din regiunea Transcarpatia, Ucraina.

## Demografie
Componența lingvistică a localității Certij
     Ucraineană (96,77%)
     Rusă (1,71%)
     Maghiară (1,12%)
     Alte limbi (0,2%)
Conform recensământului din 2001, majoritatea populației localității Certij era vorbitoare de ucraineană (96,77%), existând în minoritate și vorbitori de rusă (1,71%) și maghiară (1,12%).